# ترو-برو ليون 2023
ترو-برو ليون 2023 (بالفرنسية: Tro Bro Leon 2023)‏ هو سباق دراجات هوائية، وهو الموسم التاسع والثلاثين من ترو-برو ليون، وأقيم في 7 مايو 2023 ضمن سباقات سلسلة سباقات الاتحاد الدولي للدراجات للمحترفين 2023.
فاز بالمركز الأول جياكومو نيزولو، وفاز بالمركز الثاني ارنو دي لاي، وفاز بالمركز الثالث Nils Eekhoff ‏.

## الفرق
| فرق عالمية (6)- AG2R Citroën Team - Cofidis - Groupama-FDJ - Intermarché-Circus-Wanty - Arkéa-Samsic - Team DSM فرق برو (13)- بنجوال باوليز ساوكس دبليو بي ‏ - بولتون إكوتيز بلاك سبوك برو سايكلنج 2023 ‏ - برجس بي إتش 2023 ‏ - كاجا رورال-سيغوروس 2023 ‏ - Equipo Kern Pharma ‏ - أوسكالتيل أوسكادي 2023 ‏ - Human Powered Health - Israel-Premier Tech - Lotto Dstny - Q36.5 Pro Cycling Team ‏ - سبورت فلاندرين بالويس ‏ - TotalEnergies - أونو اكس برو سايكلنج تيم 2023 ‏ فرق قارية (3)- CIC U Nantes Atlantique ‏ - Nice Métropole Côte d'Azur ‏ - إتش بي بي تي بي – أوبير 93 ‏ |  |
| |  |

## المشاركون
| Arkéa-Samsic ARK | Arkéa-Samsic ARK | Arkéa-Samsic ARK |
| ---------------- | ---------------- | ---------------- |
| م                | عداء             | مرتبة            |
| 1                | هوغو هوفستيتر    | 23               |
| 2                | جينثي بيرمانز ‏   | لم يكمل السباق   |
| 3                | Kévin Ledanois ‏  | لم يكمل السباق   |
| 4                | Matis Louvel ‏    | 80               |
| 5                | دانيال مكلاي     | لم يكمل السباق   |
| 6                | ايلي جيسبرت      | 27               |
| 7                | لوران بيشون      | 7                |

| Lotto Dstny LTD | Lotto Dstny LTD     | Lotto Dstny LTD |
| --------------- | ------------------- | --------------- |
| م               | عداء                | مرتبة           |
| 11              | ارنو دي لاي         | 2               |
| 12              | Cédric Beullens ‏    | 94              |
| 13              | فريدريك فريزون      | 53              |
| 14              | جاسبر دي بويست      | 79              |
| 15              | Jarne Van de Paar ‏  | لم يكمل السباق  |
| 16              | برنت فان موير       | 20              |
| 17              | Florian Vermeersch ‏ | 8               |

| AG2R Citroën Team ACT | AG2R Citroën Team ACT | AG2R Citroën Team ACT |
| --------------------- | --------------------- | --------------------- |
| م                     | عداء                  | مرتبة                 |
| 21                    | Stan Dewulf ‏          | 21                    |
| 22                    | Lawrence Naesen ‏      | لم يكمل السباق        |
| 23                    | Pierre Gautherat ‏     | لم يكمل السباق        |
| 24                    | أوليفر ناسن           | 45                    |
| 25                    | Antoine Raugel ‏       | 36                    |
| 26                    | Bastien Tronchon ‏     | 56                    |
| 27                    | كليمان فنتوريني       | 6                     |

| Team DSM DSM | Team DSM DSM    | Team DSM DSM   |
| ------------ | --------------- | -------------- |
| م            | عداء            | مرتبة          |
| 32           | Pavel Bittner ‏  | لم يكمل السباق |
| 33           | شون فلين ‏       | 34             |
| 34           | Lorenzo Milesi ‏ | 58             |
| 35           | Nils Eekhoff ‏   | 3              |
| 36           | Leon Heinschke ‏ | لم يكمل السباق |
| 37           | Tim Naberman ‏   | لم يكمل السباق |

| Groupama-FDJ GFC | Groupama-FDJ GFC         | Groupama-FDJ GFC |
| ---------------- | ------------------------ | ---------------- |
| م                | عداء                     | مرتبة            |
| 41               | Samuel Watson (cyclist) ‏ | 10               |
| 42               | Lewis Askey ‏             | 16               |
| 43               | أوليفييه لو جاك          | 19               |
| 44               | Paul Penhoët ‏            | 84               |
| 45               | Laurence Pithie ‏         | 43               |
| 46               | Bram Welten ‏             | 30               |
| 47               | رومان جريجوار            | 98               |

| Cofidis COF | Cofidis COF       | Cofidis COF    |
| ----------- | ----------------- | -------------- |
| م           | عداء              | مرتبة          |
| 51          | Axel Zingle ‏      | 12             |
| 52          | Christophe Noppe ‏ | 75             |
| 53          | Alexis Renard ‏    | 82             |
| 54          | Eddy Finé ‏        | 4              |
| 55          | Wesley Kreder ‏    | لم يكمل السباق |
| 56          | Jelle Wallays ‏    | 44             |
| 57          | ماكس والشيد       | 25             |

| أونو-إكس موبيليتي ‏ UXT | أونو-إكس موبيليتي ‏ UXT | أونو-إكس موبيليتي ‏ UXT |
| ---------------------- | ---------------------- | ---------------------- |
| م                      | عداء                   | مرتبة                  |
| 61                     | ألكسندر كريستوف        | 12                     |
| 62                     | Tord Gudmestad ‏        | لم يكمل السباق         |
| 64                     | William Blume Levy ‏    | 81                     |
| 65                     | Erik Resell ‏           | 24                     |
| 66                     | راسموس تيلر (طريق)     | 5                      |
| 67                     | Søren Wærenskjold ‏     | 26                     |

| Intermarché-Circus-Wanty ICW | Intermarché-Circus-Wanty ICW | Intermarché-Circus-Wanty ICW |
| ---------------------------- | ---------------------------- | ---------------------------- |
| م                            | عداء                         | مرتبة                        |
| 71                           | أدريان بيتي                  | 38                           |
| 72                           | Julius Johansen ‏             | 67                           |
| 73                           | هوغو بيج ‏                    | 18                           |
| 74                           | Kevin Kuhn ‏                  | 60                           |
| 75                           | Gerben Kuypers ‏              | 50                           |
| 76                           | Madis Mihkels                | 96                           |
| 77                           | بابتيست بلانكايرت            | 70                           |

| TotalEnergies TEN | TotalEnergies TEN | TotalEnergies TEN |
| ----------------- | ----------------- | ----------------- |
| م                 | عداء              | مرتبة             |
| 81                | أنتوني تورجيس     | 11                |
| 82                | توماس بونيت       | 69                |
| 83                | Jason Tesson ‏     | لم يكمل السباق    |
| 84                | Sandy Dujardin ‏   | لم يكمل السباق    |
| 85                | لورينزو مانزين    | لم يكمل السباق    |
| 86                | Geoffrey Soupe ‏   | 37                |
| 87                | Mattéo Vercher ‏   | 103               |

| Israel-Premier Tech IPT | Israel-Premier Tech IPT | Israel-Premier Tech IPT |
| ----------------------- | ----------------------- | ----------------------- |
| م                       | عداء                    | مرتبة                   |
| 91                      | Lahav Davidzon‏          | 107                     |
| 92                      | جياكومو نيزولو          | 1                       |
| 93                      | Reto Hollenstein ‏       | 68                      |
| 94                      | Jens Reynders ‏          | 14                      |
| 95                      | قاي ساقيف               | 93                      |
| 96                      | توم فان أسبروك          | 32                      |
| 97                      | Roi Weinberg‏            | 72                      |

| بنجوال باوليز ساوكس دبليو بي ‏ BWB | بنجوال باوليز ساوكس دبليو بي ‏ BWB | بنجوال باوليز ساوكس دبليو بي ‏ BWB |
| --------------------------------- | --------------------------------- | --------------------------------- |
| م                                 | عداء                              | مرتبة                             |
| 101                               | Guillaume Van Keirsbulck ‏         | 42                                |
| 102                               | Luca De Meester ‏                  | 59                                |
| 103                               | Cériel Desal ‏                     | لم يكمل السباق                    |
| 104                               | Karl Patrick Lauk ‏                | لم يكمل السباق                    |
| 105                               | Ludovic Robeet ‏                   | 108                               |
| 106                               | Alexander Salby ‏                  | لم يكمل السباق                    |
| 107                               | فلوريس دي تير                     | 102                               |

| برجس بي إتش ‏ BBH | برجس بي إتش ‏ BBH | برجس بي إتش ‏ BBH |
| ---------------- | ---------------- | ---------------- |
| م                | عداء             | مرتبة            |
| 111              | Cyril Barthe ‏    | 57               |
| 112              | Clément Alleno ‏  | 64               |
| 113              | جيتسي بول        | 62               |
| 114              | خيسوس إيزكيرا    | 35               |
| 115              | Ángel Fuentes ‏   | 65               |
| 116              | Eric Fagúndez ‏   | 113              |
| 117              | Felipe Orts ‏     | 115              |

| كاجا رورال-سيغوروس ‏ CJR | كاجا رورال-سيغوروس ‏ CJR | كاجا رورال-سيغوروس ‏ CJR |
| ----------------------- | ----------------------- | ----------------------- |
| م                       | عداء                    | مرتبة                   |
| 121                     | Julen Amezqueta ‏        | 109                     |
| 122                     | Orluis Aular ‏ (طريق)    | لم يكمل السباق          |
| 123                     | Jon Barrenetxea ‏        | 85                      |
| 124                     | Mulu Hailemichael ‏      | 92                      |
| 125                     | Calum Johnston ‏         | لم يكمل السباق          |
| 126                     | Joseba López ‏           | 90                      |
| 127                     | Joel Nicolau ‏           | 88                      |

| Equipo Kern Pharma ‏ EKP | Equipo Kern Pharma ‏ EKP | Equipo Kern Pharma ‏ EKP |
| ----------------------- | ----------------------- | ----------------------- |
| م                       | عداء                    | مرتبة                   |
| 131                     | Urko Berrade ‏           | 54                      |
| 132                     | فرنسيسكو غالفان         | 40                      |
| 133                     | Pau Miquel ‏             | لم يكمل السباق          |
| 134                     | Álex Jaime ‏             | 77                      |
| 135                     | مارتي ماركيز            | 73                      |
| 136                     | Mikel Retegi ‏           | 106                     |
| 137                     | Danny van der Tuuk ‏     | 48                      |

| أوسكالتيل أوسكادي ‏ EUS | أوسكالتيل أوسكادي ‏ EUS | أوسكالتيل أوسكادي ‏ EUS |
| ---------------------- | ---------------------- | ---------------------- |
| م                      | عداء                   | مرتبة                  |
| 141                    | Carlos Canal ‏          | 86                     |
| 142                    | Xabier Azparren ‏       | 110                    |
| 143                    | Enekoitz Azparren ‏     | 111                    |
| 144                    | Unai Iribar ‏           | لم يكمل السباق         |
| 145                    | Xabier Berasategi ‏     | 47                     |
| 146                    | Iker Ballarin ‏         | 116                    |
| 147                    | Antonio Jesús Soto ‏    | لم يبدأ                |

| Q36.5 Pro Cycling Team ‏ Q36 | Q36.5 Pro Cycling Team ‏ Q36 | Q36.5 Pro Cycling Team ‏ Q36 |
| --------------------------- | --------------------------- | --------------------------- |
| م                           | عداء                        | مرتبة                       |
| 151                         | Antonio Puppio ‏             | 78                          |
| 152                         | Szymon Sajnok ‏              | لم يكمل السباق              |
| 153                         | Marcel Camprubí ‏            | 100                         |
| 154                         | Fabio Christen ‏             | 51                          |
| 155                         | Alessandro Fedeli ‏          | لم يكمل السباق              |
| 156                         | Kamil Małecki ‏              | لم يكمل السباق              |
| 157                         | Cyrus Monk ‏                 | 89                          |

| Human Powered Health HPM | Human Powered Health HPM | Human Powered Health HPM |
| ------------------------ | ------------------------ | ------------------------ |
| م                        | عداء                     | مرتبة                    |
| 161                      | تشاد هاغا                | 76                       |
| 162                      | Pier-André Côté ‏ (طريق)  | 31                       |
| 163                      | آدم دي فوس               | لم يكمل السباق           |
| 164                      | كولن جويس                | 95                       |
| 165                      | Barnabás Peák ‏           | 55                       |
| 166                      | بنجامين بيري             | 52                       |
| 167                      | Gijs Van Hoecke ‏         | 66                       |

| سبورت فلاندرين بالويس ‏ TFB | سبورت فلاندرين بالويس ‏ TFB | سبورت فلاندرين بالويس ‏ TFB |
| -------------------------- | -------------------------- | -------------------------- |
| م                          | عداء                       | مرتبة                      |
| 171                        | Aaron Van Poucke ‏          | 97                         |
| 172                        | Ruben Apers ‏               | 39                         |
| 173                        | أليكس كولمان ‏              | 22                         |
| 174                        | Sander De Pestel ‏          | 99                         |
| 175                        | Milan Fretin ‏              | 29                         |
| 176                        | Vincent Van Hemelen ‏       | لم يكمل السباق             |
| 177                        | Ward Vanhoof ‏              | 63                         |

| بلاك سبوك برو سايكلنج ‏ BEB | بلاك سبوك برو سايكلنج ‏ BEB | بلاك سبوك برو سايكلنج ‏ BEB |
| -------------------------- | -------------------------- | -------------------------- |
| م                          | عداء                       | مرتبة                      |
| 181                        | أولي جونز ‏                 | 91                         |
| 182                        | James Fouché ‏              | لم يكمل السباق             |
| 183                        | George Jackson (cyclist) ‏  | 46                         |
| 184                        | Luke Mudgway ‏              | لم يكمل السباق             |
| 185                        | Bailey O'Donnell ‏          | لم يكمل السباق             |
| 186                        | جاكوب سكوت ‏                | 105                        |
| 187                        | Paul Wright ‏               | لم يكمل السباق             |

| إتش بي بي تي بي – أوبير 93 ‏ AUB | إتش بي بي تي بي – أوبير 93 ‏ AUB | إتش بي بي تي بي – أوبير 93 ‏ AUB |
| ------------------------------- | ------------------------------- | ------------------------------- |
| م                               | عداء                            | مرتبة                           |
| 191                             | رودي باربير                     | 87                              |
| 192                             | Romain Cardis ‏                  | 33                              |
| 193                             | Nicolas Debeaumarché ‏           | 49                              |
| 194                             | Théo Delacroix ‏                 | 101                             |
| 195                             | Joris Delbove ‏                  | لم يكمل السباق                  |
| 196                             | Thomas Gachignard ‏              | 9                               |
| 197                             | Morné van Niekerk ‏              | 15                              |

| CIC U Nantes Atlantique ‏ UCN | CIC U Nantes Atlantique ‏ UCN | CIC U Nantes Atlantique ‏ UCN |
| ---------------------------- | ---------------------------- | ---------------------------- |
| م                            | عداء                         | مرتبة                        |
| 201                          | بيير باربييه                 | لم يكمل السباق               |
| 202                          | Léo Danès ‏                   | 41                           |
| 203                          | Maël Guégan ‏                 | 17                           |
| 204                          | Jordan Jegat ‏                | 83                           |
| 205                          | Yaël Joalland ‏               | 61                           |
| 206                          | ايمانويل مورين               | 28                           |

| Nice Métropole Côte d'Azur ‏ NMC | Nice Métropole Côte d'Azur ‏ NMC | Nice Métropole Côte d'Azur ‏ NMC |
| ------------------------------- | ------------------------------- | ------------------------------- |
| م                               | عداء                            | مرتبة                           |
| 211                             | Julian Lino ‏                    | 112                             |
| 212                             | Jonathan Couanon ‏               | 114                             |
| 213                             | Andrea Mifsud ‏                  | لم يكمل السباق                  |
| 214                             | Damien Girard (cyclist) ‏        | 71                              |
| 215                             | Paul Hennequin ‏                 | لم يكمل السباق                  |
| 216                             | Jean-Louis Le Ny ‏               | 104                             |
| 217                             | Axel Narbonne-Zuccarelli ‏       | 74                              |

| Arkéa-Samsic ARK | Arkéa-Samsic ARK | Arkéa-Samsic ARK |
| ---------------- | ---------------- | ---------------- |
| م                | عداء             | مرتبة            |
| 1                | هوغو هوفستيتر    | 23               |
| 2                | جينثي بيرمانز ‏   | لم يكمل السباق   |
| 3                | Kévin Ledanois ‏  | لم يكمل السباق   |
| 4                | Matis Louvel ‏    | 80               |
| 5                | دانيال مكلاي     | لم يكمل السباق   |
| 6                | ايلي جيسبرت      | 27               |
| 7                | لوران بيشون      | 7                |

| Lotto Dstny LTD | Lotto Dstny LTD     | Lotto Dstny LTD |
| --------------- | ------------------- | --------------- |
| م               | عداء                | مرتبة           |
| 11              | ارنو دي لاي         | 2               |
| 12              | Cédric Beullens ‏    | 94              |
| 13              | فريدريك فريزون      | 53              |
| 14              | جاسبر دي بويست      | 79              |
| 15              | Jarne Van de Paar ‏  | لم يكمل السباق  |
| 16              | برنت فان موير       | 20              |
| 17              | Florian Vermeersch ‏ | 8               |

| AG2R Citroën Team ACT | AG2R Citroën Team ACT | AG2R Citroën Team ACT |
| --------------------- | --------------------- | --------------------- |
| م                     | عداء                  | مرتبة                 |
| 21                    | Stan Dewulf ‏          | 21                    |
| 22                    | Lawrence Naesen ‏      | لم يكمل السباق        |
| 23                    | Pierre Gautherat ‏     | لم يكمل السباق        |
| 24                    | أوليفر ناسن           | 45                    |
| 25                    | Antoine Raugel ‏       | 36                    |
| 26                    | Bastien Tronchon ‏     | 56                    |
| 27                    | كليمان فنتوريني       | 6                     |

| Team DSM DSM | Team DSM DSM    | Team DSM DSM   |
| ------------ | --------------- | -------------- |
| م            | عداء            | مرتبة          |
| 32           | Pavel Bittner ‏  | لم يكمل السباق |
| 33           | شون فلين ‏       | 34             |
| 34           | Lorenzo Milesi ‏ | 58             |
| 35           | Nils Eekhoff ‏   | 3              |
| 36           | Leon Heinschke ‏ | لم يكمل السباق |
| 37           | Tim Naberman ‏   | لم يكمل السباق |

| Groupama-FDJ GFC | Groupama-FDJ GFC         | Groupama-FDJ GFC |
| ---------------- | ------------------------ | ---------------- |
| م                | عداء                     | مرتبة            |
| 41               | Samuel Watson (cyclist) ‏ | 10               |
| 42               | Lewis Askey ‏             | 16               |
| 43               | أوليفييه لو جاك          | 19               |
| 44               | Paul Penhoët ‏            | 84               |
| 45               | Laurence Pithie ‏         | 43               |
| 46               | Bram Welten ‏             | 30               |
| 47               | رومان جريجوار            | 98               |

| Cofidis COF | Cofidis COF       | Cofidis COF    |
| ----------- | ----------------- | -------------- |
| م           | عداء              | مرتبة          |
| 51          | Axel Zingle ‏      | 12             |
| 52          | Christophe Noppe ‏ | 75             |
| 53          | Alexis Renard ‏    | 82             |
| 54          | Eddy Finé ‏        | 4              |
| 55          | Wesley Kreder ‏    | لم يكمل السباق |
| 56          | Jelle Wallays ‏    | 44             |
| 57          | ماكس والشيد       | 25             |

| أونو-إكس موبيليتي ‏ UXT | أونو-إكس موبيليتي ‏ UXT | أونو-إكس موبيليتي ‏ UXT |
| ---------------------- | ---------------------- | ---------------------- |
| م                      | عداء                   | مرتبة                  |
| 61                     | ألكسندر كريستوف        | 12                     |
| 62                     | Tord Gudmestad ‏        | لم يكمل السباق         |
| 64                     | William Blume Levy ‏    | 81                     |
| 65                     | Erik Resell ‏           | 24                     |
| 66                     | راسموس تيلر (طريق)     | 5                      |
| 67                     | Søren Wærenskjold ‏     | 26                     |

| Intermarché-Circus-Wanty ICW | Intermarché-Circus-Wanty ICW | Intermarché-Circus-Wanty ICW |
| ---------------------------- | ---------------------------- | ---------------------------- |
| م                            | عداء                         | مرتبة                        |
| 71                           | أدريان بيتي                  | 38                           |
| 72                           | Julius Johansen ‏             | 67                           |
| 73                           | هوغو بيج ‏                    | 18                           |
| 74                           | Kevin Kuhn ‏                  | 60                           |
| 75                           | Gerben Kuypers ‏              | 50                           |
| 76                           | Madis Mihkels                | 96                           |
| 77                           | بابتيست بلانكايرت            | 70                           |

| TotalEnergies TEN | TotalEnergies TEN | TotalEnergies TEN |
| ----------------- | ----------------- | ----------------- |
| م                 | عداء              | مرتبة             |
| 81                | أنتوني تورجيس     | 11                |
| 82                | توماس بونيت       | 69                |
| 83                | Jason Tesson ‏     | لم يكمل السباق    |
| 84                | Sandy Dujardin ‏   | لم يكمل السباق    |
| 85                | لورينزو مانزين    | لم يكمل السباق    |
| 86                | Geoffrey Soupe ‏   | 37                |
| 87                | Mattéo Vercher ‏   | 103               |

| Israel-Premier Tech IPT | Israel-Premier Tech IPT | Israel-Premier Tech IPT |
| ----------------------- | ----------------------- | ----------------------- |
| م                       | عداء                    | مرتبة                   |
| 91                      | Lahav Davidzon‏          | 107                     |
| 92                      | جياكومو نيزولو          | 1                       |
| 93                      | Reto Hollenstein ‏       | 68                      |
| 94                      | Jens Reynders ‏          | 14                      |
| 95                      | قاي ساقيف               | 93                      |
| 96                      | توم فان أسبروك          | 32                      |
| 97                      | Roi Weinberg‏            | 72                      |

| بنجوال باوليز ساوكس دبليو بي ‏ BWB | بنجوال باوليز ساوكس دبليو بي ‏ BWB | بنجوال باوليز ساوكس دبليو بي ‏ BWB |
| --------------------------------- | --------------------------------- | --------------------------------- |
| م                                 | عداء                              | مرتبة                             |
| 101                               | Guillaume Van Keirsbulck ‏         | 42                                |
| 102                               | Luca De Meester ‏                  | 59                                |
| 103                               | Cériel Desal ‏                     | لم يكمل السباق                    |
| 104                               | Karl Patrick Lauk ‏                | لم يكمل السباق                    |
| 105                               | Ludovic Robeet ‏                   | 108                               |
| 106                               | Alexander Salby ‏                  | لم يكمل السباق                    |
| 107                               | فلوريس دي تير                     | 102                               |

| برجس بي إتش ‏ BBH | برجس بي إتش ‏ BBH | برجس بي إتش ‏ BBH |
| ---------------- | ---------------- | ---------------- |
| م                | عداء             | مرتبة            |
| 111              | Cyril Barthe ‏    | 57               |
| 112              | Clément Alleno ‏  | 64               |
| 113              | جيتسي بول        | 62               |
| 114              | خيسوس إيزكيرا    | 35               |
| 115              | Ángel Fuentes ‏   | 65               |
| 116              | Eric Fagúndez ‏   | 113              |
| 117              | Felipe Orts ‏     | 115              |

| كاجا رورال-سيغوروس ‏ CJR | كاجا رورال-سيغوروس ‏ CJR | كاجا رورال-سيغوروس ‏ CJR |
| ----------------------- | ----------------------- | ----------------------- |
| م                       | عداء                    | مرتبة                   |
| 121                     | Julen Amezqueta ‏        | 109                     |
| 122                     | Orluis Aular ‏ (طريق)    | لم يكمل السباق          |
| 123                     | Jon Barrenetxea ‏        | 85                      |
| 124                     | Mulu Hailemichael ‏      | 92                      |
| 125                     | Calum Johnston ‏         | لم يكمل السباق          |
| 126                     | Joseba López ‏           | 90                      |
| 127                     | Joel Nicolau ‏           | 88                      |

| Equipo Kern Pharma ‏ EKP | Equipo Kern Pharma ‏ EKP | Equipo Kern Pharma ‏ EKP |
| ----------------------- | ----------------------- | ----------------------- |
| م                       | عداء                    | مرتبة                   |
| 131                     | Urko Berrade ‏           | 54                      |
| 132                     | فرنسيسكو غالفان         | 40                      |
| 133                     | Pau Miquel ‏             | لم يكمل السباق          |
| 134                     | Álex Jaime ‏             | 77                      |
| 135                     | مارتي ماركيز            | 73                      |
| 136                     | Mikel Retegi ‏           | 106                     |
| 137                     | Danny van der Tuuk ‏     | 48                      |

| أوسكالتيل أوسكادي ‏ EUS | أوسكالتيل أوسكادي ‏ EUS | أوسكالتيل أوسكادي ‏ EUS |
| ---------------------- | ---------------------- | ---------------------- |
| م                      | عداء                   | مرتبة                  |
| 141                    | Carlos Canal ‏          | 86                     |
| 142                    | Xabier Azparren ‏       | 110                    |
| 143                    | Enekoitz Azparren ‏     | 111                    |
| 144                    | Unai Iribar ‏           | لم يكمل السباق         |
| 145                    | Xabier Berasategi ‏     | 47                     |
| 146                    | Iker Ballarin ‏         | 116                    |
| 147                    | Antonio Jesús Soto ‏    | لم يبدأ                |

| Q36.5 Pro Cycling Team ‏ Q36 | Q36.5 Pro Cycling Team ‏ Q36 | Q36.5 Pro Cycling Team ‏ Q36 |
| --------------------------- | --------------------------- | --------------------------- |
| م                           | عداء                        | مرتبة                       |
| 151                         | Antonio Puppio ‏             | 78                          |
| 152                         | Szymon Sajnok ‏              | لم يكمل السباق              |
| 153                         | Marcel Camprubí ‏            | 100                         |
| 154                         | Fabio Christen ‏             | 51                          |
| 155                         | Alessandro Fedeli ‏          | لم يكمل السباق              |
| 156                         | Kamil Małecki ‏              | لم يكمل السباق              |
| 157                         | Cyrus Monk ‏                 | 89                          |

| Human Powered Health HPM | Human Powered Health HPM | Human Powered Health HPM |
| ------------------------ | ------------------------ | ------------------------ |
| م                        | عداء                     | مرتبة                    |
| 161                      | تشاد هاغا                | 76                       |
| 162                      | Pier-André Côté ‏ (طريق)  | 31                       |
| 163                      | آدم دي فوس               | لم يكمل السباق           |
| 164                      | كولن جويس                | 95                       |
| 165                      | Barnabás Peák ‏           | 55                       |
| 166                      | بنجامين بيري             | 52                       |
| 167                      | Gijs Van Hoecke ‏         | 66                       |

| سبورت فلاندرين بالويس ‏ TFB | سبورت فلاندرين بالويس ‏ TFB | سبورت فلاندرين بالويس ‏ TFB |
| -------------------------- | -------------------------- | -------------------------- |
| م                          | عداء                       | مرتبة                      |
| 171                        | Aaron Van Poucke ‏          | 97                         |
| 172                        | Ruben Apers ‏               | 39                         |
| 173                        | أليكس كولمان ‏              | 22                         |
| 174                        | Sander De Pestel ‏          | 99                         |
| 175                        | Milan Fretin ‏              | 29                         |
| 176                        | Vincent Van Hemelen ‏       | لم يكمل السباق             |
| 177                        | Ward Vanhoof ‏              | 63                         |

| بلاك سبوك برو سايكلنج ‏ BEB | بلاك سبوك برو سايكلنج ‏ BEB | بلاك سبوك برو سايكلنج ‏ BEB |
| -------------------------- | -------------------------- | -------------------------- |
| م                          | عداء                       | مرتبة                      |
| 181                        | أولي جونز ‏                 | 91                         |
| 182                        | James Fouché ‏              | لم يكمل السباق             |
| 183                        | George Jackson (cyclist) ‏  | 46                         |
| 184                        | Luke Mudgway ‏              | لم يكمل السباق             |
| 185                        | Bailey O'Donnell ‏          | لم يكمل السباق             |
| 186                        | جاكوب سكوت ‏                | 105                        |
| 187                        | Paul Wright ‏               | لم يكمل السباق             |

| إتش بي بي تي بي – أوبير 93 ‏ AUB | إتش بي بي تي بي – أوبير 93 ‏ AUB | إتش بي بي تي بي – أوبير 93 ‏ AUB |
| ------------------------------- | ------------------------------- | ------------------------------- |
| م                               | عداء                            | مرتبة                           |
| 191                             | رودي باربير                     | 87                              |
| 192                             | Romain Cardis ‏                  | 33                              |
| 193                             | Nicolas Debeaumarché ‏           | 49                              |
| 194                             | Théo Delacroix ‏                 | 101                             |
| 195                             | Joris Delbove ‏                  | لم يكمل السباق                  |
| 196                             | Thomas Gachignard ‏              | 9                               |
| 197                             | Morné van Niekerk ‏              | 15                              |

| CIC U Nantes Atlantique ‏ UCN | CIC U Nantes Atlantique ‏ UCN | CIC U Nantes Atlantique ‏ UCN |
| ---------------------------- | ---------------------------- | ---------------------------- |
| م                            | عداء                         | مرتبة                        |
| 201                          | بيير باربييه                 | لم يكمل السباق               |
| 202                          | Léo Danès ‏                   | 41                           |
| 203                          | Maël Guégan ‏                 | 17                           |
| 204                          | Jordan Jegat ‏                | 83                           |
| 205                          | Yaël Joalland ‏               | 61                           |
| 206                          | ايمانويل مورين               | 28                           |

| Nice Métropole Côte d'Azur ‏ NMC | Nice Métropole Côte d'Azur ‏ NMC | Nice Métropole Côte d'Azur ‏ NMC |
| ------------------------------- | ------------------------------- | ------------------------------- |
| م                               | عداء                            | مرتبة                           |
| 211                             | Julian Lino ‏                    | 112                             |
| 212                             | Jonathan Couanon ‏               | 114                             |
| 213                             | Andrea Mifsud ‏                  | لم يكمل السباق                  |
| 214                             | Damien Girard (cyclist) ‏        | 71                              |
| 215                             | Paul Hennequin ‏                 | لم يكمل السباق                  |
| 216                             | Jean-Louis Le Ny ‏               | 104                             |
| 217                             | Axel Narbonne-Zuccarelli ‏       | 74                              |

## التصنيف العام النهائي
| التصنيف العام         | التصنيف العام            | التصنيف العام               | التصنيف العام | التصنيف العام |
| العداء                | العداء                   | الفريق                      | الوقت         |               |
| --------------------- | ------------------------ | --------------------------- | ------------- | ------------- |
| 1                     | جياكومو نيزولو           | Israel-Premier Tech         | 4 س 50 د 52 ث |               |
| 2                     | ارنو دي لاي              | Lotto Dstny                 | + 0 ث         |               |
| 3                     | Nils Eekhoff ‏            | Team DSM                    | + 0 ث         |               |
| 4                     | Eddy Finé ‏               | Cofidis                     | + 0 ث         |               |
| 5                     | راسموس تيلر              | أونو اكس برو سايكلنج تيم ‏   | + 0 ث         |               |
| 6                     | كليمان فنتوريني          | AG2R Citroën Team           | + 0 ث         |               |
| 7                     | لوران بيشون              | اركيا سامسيك                | + 0 ث         |               |
| 8                     | Florian Vermeersch ‏      | Lotto Dstny                 | + 5 ث         |               |
| 9                     | Thomas Gachignard ‏       | إتش بي بي تي بي – أوبير 93 ‏ | + 5 ث         |               |
| 10                    | Samuel Watson (cyclist) ‏ | Groupama-FDJ                | + 5 ث         |               |
|                       |                          |                             |               |               |
| مصدر: ProCyclingStats |                          |                             |               |               |

## وصلات خارجية
- الموقع الرسمي
- لمحة عن سباق ترو-برو ليون 2023 على موقع  ProCyclingStats   (برو  سايكلنج  ستاتس) - إحصاءات  محترفي  الدراجات.
- ترو-برو ليون 2023 على موقع إحصائيات الدراجات الإحترافية (الإنجليزية)